# Ealdfrith northumbriai király
Ealdfrith, más néven Aldfrid (angolszászul EALDFRIÞ/ALDFERÞ OSVVlEOING NuORÞANHYMBnRAi CYNING, latinul: Aldfridus), (640 k. – 704. december 14., Driffield), Northumbria királya 685–704 között, az írásbeliség pártfogója.
Oswiu törvénytelen fiaként lépett trónra, miután féltestvére, Ecgfrith elesett a nechtansmare-i csatában. Papnak tanult, uralkodása alatt a tudományok virágzásnak indultak. Ez volt az az időszak, amikor Szent Béda munkássága is kibontakozhatott.

## Gyermekei
Felesége Cuthburg (? – 718, Ine wessexi király leánya), valószínűleg 4 gyermekük született:
- I. Osred király (697 – 716, ur.: 705–716)
- II. Osric király (? – 729. május 9., ur.: 718–729)
- Offa
- (Szent) Osana (698 – 750. június 18.)